# Kraslice

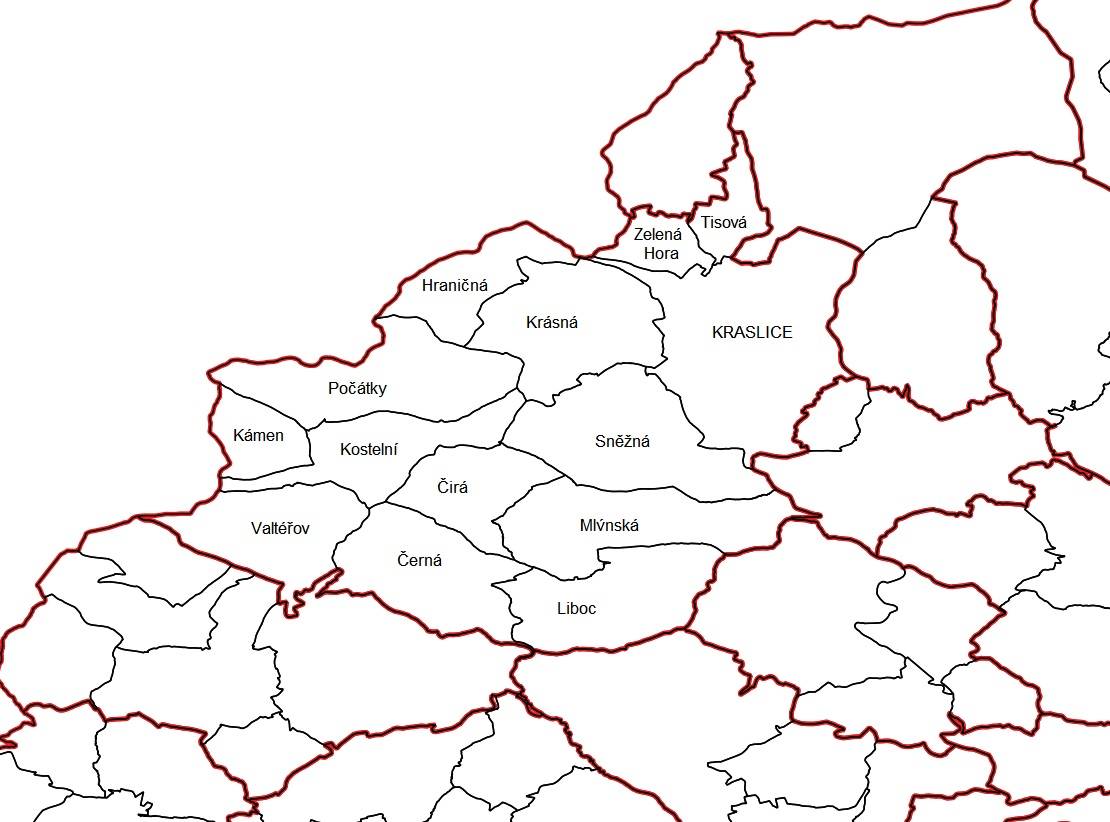
Gliederung in 14 katastrální území (Katastralgemeinden)

Kraslice (deutsch Graslitz) ist eine zum Bezirk Sokolov der Karlsbader Region gehörende Stadt im Westen Tschechiens. In der Stadt, die an der Grenze zu Sachsen liegt und zur historischen Region des Musikwinkels gehört, hat der Musikinstrumentenbau traditionell eine große Bedeutung.

## Geographie

### Geographische Lage
Die Stadt liegt in Westböhmen, ihr Stadtgebiet befindet sich in 514 Metern über Meereshöhe im Tal der Svatava (Zwota) zwischen dem Erzgebirge im Nordosten und dem Elstergebirge im Südwesten. Die Stadt liegt am Fuße des 715 m hohen Hradiště (Hausberg), auf dem früher eine Burg stand. In den eingemeindeten Ortsteilen finden sich mit dem Počátecký vrch (Ursprungberg, 818 m) und dem Tisovec (Eibenberg, 807 m) auch noch höhere Berge.
Nordwestlich von Kraslice verläuft die Grenze zu Sachsen. Dort liegt etwa fünf Kilometer flussaufwärts im Tal der Svatava die deutsche Nachbarstadt Klingenthal im Vogtlandkreis. Karlsbad, die größte Stadt und der Verwaltungssitz der Region, befindet sich in 40 km Entfernung im Südosten.

### Stadtgliederung
Kraslice gliedert sich in 15 Ortsteile (části obce):
| Name tschechisch      | Name deutsch                   | Fläche ha | Bevölkerung 1930 | Bevölkerung 2011 | Bemerkungen                                            |
| --------------------- | ------------------------------ | --------- | ---------------- | ---------------- | ------------------------------------------------------ |
| Černá u Kraslic       | Schwarzenbach b. Frankenhammer | 654,26    | 234              | 10               |                                                        |
| Čirá                  | Lauterbach b. Graslitz         | 405,99    | 130              | 27               | früher Litrbachy                                       |
| Hraničná              | Markhausen                     | 386,84    | 1253             | -                |                                                        |
| Kámen                 | Stein am Hohen Stein           | 248,73    | 251              | 12               |                                                        |
| Kostelní              | Kirchberg am Hohen Stein       | 503,29    | 371              | 15               |                                                        |
| Kraslice              | Graslitz                       | 1301,43   | 13524            | 6213             |                                                        |
| Krásná u Kraslic      | Schönwerth                     | 729,46    | 1100             | 106              |                                                        |
| Liboc u Kraslic       | Frankenhammer                  | 656,87    | 471              | 2                | früher Čtyřdomí                                        |
| Mlýnská               | Konstadt                       | 716,92    | 326              | 26               |                                                        |
| Počátky               | Ursprung                       | 745,75    | 364              | 17               |                                                        |
| Sklená                | Glasberg                       | 1)        | 412              | 33               |                                                        |
| Sněžná                | Schönau b. Graslitz            | 821,96    | 575              | 32               |                                                        |
| Tisová u Kraslic      | Eibenberg                      | 203,20    | 1794             | 82               |                                                        |
| Valtéřov u Kraslic    | Waltersgrün                    | 574,65    | 143              | 5                | erstmals 1184 erwähnt als Ullersgrün, ab 1348 Valtéřov |
| Zelená Hora u Kraslic | Grünberg                       | 186,07    | 1362             | 115              |                                                        |
| Stadt Kraslice        | Stadt Graslitz                 | 8135,42   | 22310            | 6695             |                                                        |

1) In Kraslice enthalten
Mit Ausnahme von Sklená (Glasberg) waren alle bis 1945 selbstständige Gemeinden des früheren Landkreises Graslitz. Sie entsprechen den heutigen 14 Katastralgemeinden (katastrální území). Glasberg war bereits damals ein Stadtteil von Graslitz, noch früher jedoch eine separate Gemeinde.
Grundsiedlungseinheiten sind Černá, Čirá, Hraničná, Kámen, Kostelní, Kraslice-jih, Kraslice-sever, Kraslice-sever-sídliště, Kraslice-východ, Krásná, Liboc, Mlýnská, Na Stráni, Počátky, Pod Ptačincem, Sklená-Smolná, Sněžná, Střed, Tisová, U Kamenného potoka, Valtéřov, Za tratí und Zelená Hora.

### Nachbarorte
|                  | Klingenthal                                 | Bublava (Schwaderbach), Stříbrná (Siberbach) |
| Markneukirchen   | Kompassrose, die auf Nachbargemeinden zeigt | Rotava (Rothau)                              |
| Luby (Schönbach) | Krajková (Gossengrün)                       | Oloví (Bleistadt)                            |

## Geschichte
Historisch sind verschiedene Bezeichnungen für den Ort überliefert, beispielsweise Schloss Greselin, Zum Greselin, Gresslens, Gresslas, Greslas, Gresslitz, Graeslitz und Graßlitz. „Greselin“ bzw. Graslitz bedeutet „kleiner Nadelwald“ und war vermutlich die ursprüngliche Bezeichnung des Hausberges, der seinen Namen von dem später auf ihm erbauten „Haus“, dem Schloss, erhielt. Das tschechische Homonym kraslice bedeutet Osterei, geht jedoch auf eine andere Wurzel (vermutlich ,krásný‘/,schön‘) zurück. Seit den 1990er-Jahren gibt es in Anspielung auf die Homonymie die „Osterpost Kraslice“.

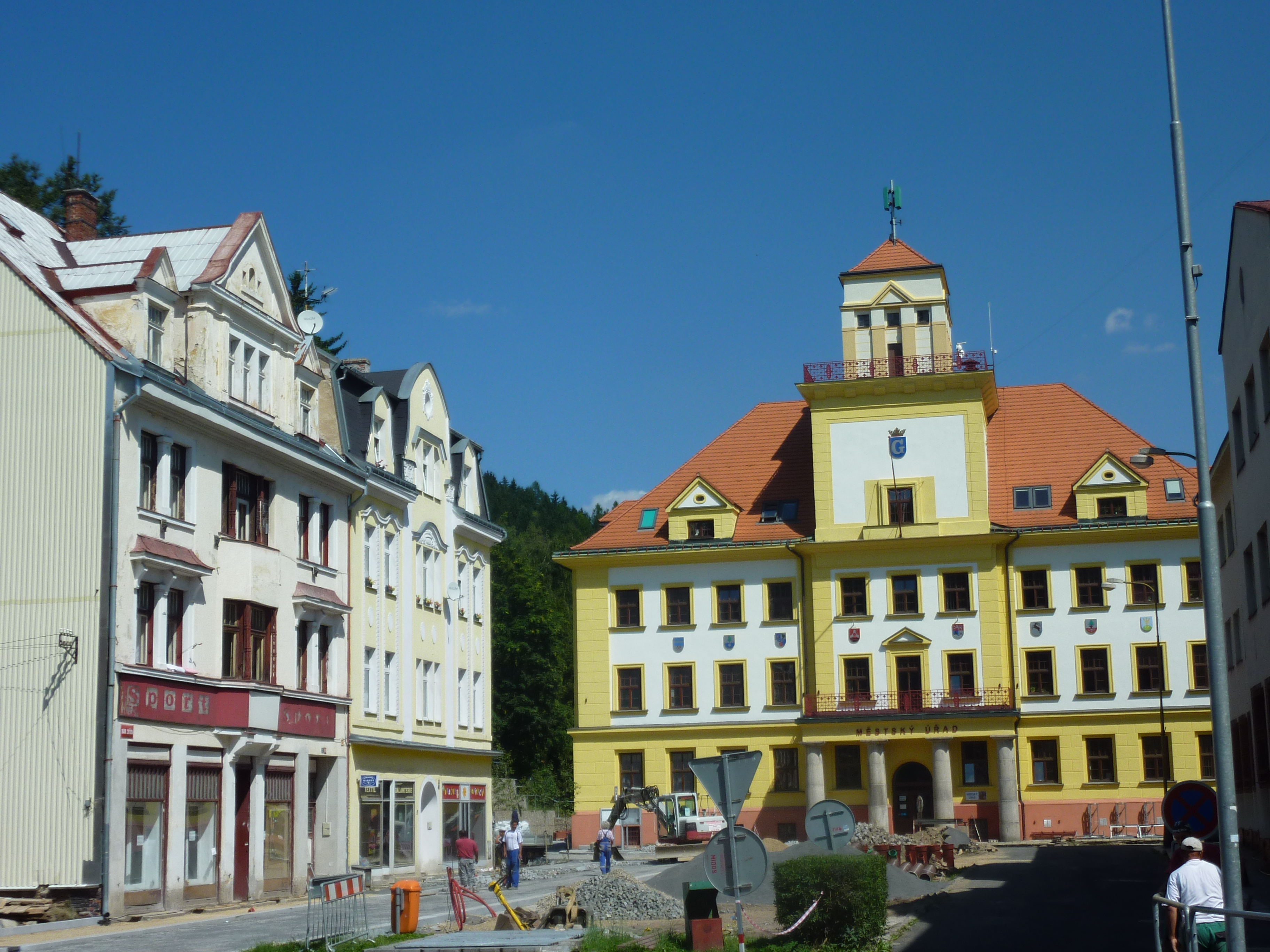
Innenstadt mit dem Rathaus im Hintergrund

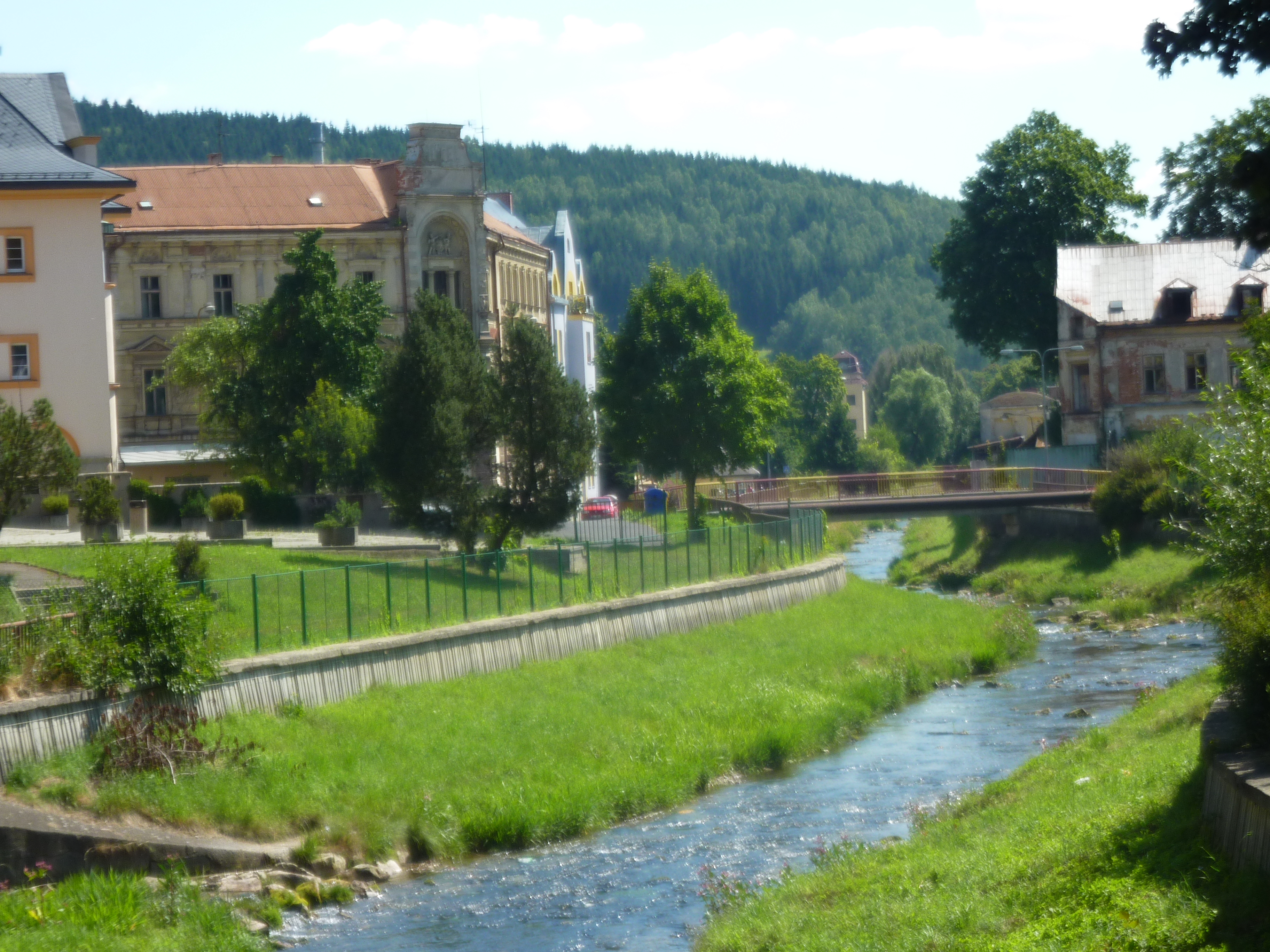
Blick auf die Svatava

Anfang des 12. Jahrhunderts war die Region noch ein unbesiedeltes Waldgebiet. Erstmals wird in einer Schutzurkunde des Papstes Lucius III. für den Besitz des Klosters Waldsassen aus dem Jahre 1185 eine Ansiedlung im oberen Zwodautal mit Namen Bernhausen (Bernhusin) erwähnt. Nach und nach kamen unter der Aufsicht der Mönche aus dem Kloster Waldsassen deutsche Bauern in das Gebiet.
Am 15. August 1370 verlieh Kaiser Karl IV. dem Ort Gresslein die „gleichen Rechte und Gewohnheiten“ wie der Stadt Elbogen und erhob ihn damit zur Königsstadt. Trotz des verliehenen Stadtrechtes entwickelte sich Graslitz aber zunächst nur langsam. Das änderte sich, als mit dem beginnenden Bergbau neue Siedler in die Stadt und die Umgebung kamen. 1541 wurde der Stadt Graslitz der Titel einer „Freien Bergstadt“ verliehen. In der Folge wuchs der Ort schnell. Wurden 1548 noch 29 Häuser gezählt, waren es 1575 bereits 50 und 1654 sogar 345 Anwesen. Damit wurde Graslitz zur zweitgrößten Bergstadt im böhmischen Teil des Erzgebirges. Es wurden vor allem Kupfer, Blei, Zinn und Silber abgebaut. 1585 war die Grundherrschaft Graslitz im Besitz von August Schönburg (1583–1610), welcher als Grundherr einen Bergfrieden für Graslitz anordnete.
Im Jahre 1666 ging der Besitz von Stadt und Grundherrschaft Graslitz an den streng katholischen Grafen Hans Hartwig von Nostitz-Rieneck (1610–1683), den jüngsten Sohn des Johann von Nostitz und seiner Frau Sophie von Nostitz aus der Rottenburg'schen Linie, über. Er war auch Besitzer der Grundherrschaften Falkenau, Litmitz und Heinrichsgrün und gründete 1675/1676 in Silberbach bei Graslitz das erste Messingwerk Böhmens. Im Jahre 1671 begann Johann Hartwig Nostitz-Rieneck die Gegenreformation durchzuführen, indem er die fast durchweg evangelische Bevölkerung vor die Wahl stellte, sich entweder zum katholischen Glauben zu bekennen oder auszuwandern. Zwischen 1671 und 1676 verließen daraufhin zwei Drittel der Bewohner, etwa 2000 Menschen, die Herrschaft Graslitz, um weiterhin beim protestantischen Bekenntnis bleiben zu können. Beispielsweise ließen sich zwölf Graslitzer Geigenmacher im sächsischen Markneukirchen nieder und gründeten dort 1677 die erste Geigenmacherinnung Deutschlands. Auch das benachbarte Klingenthal profitierte vom Bevölkerungszuwachs durch die böhmischen Exulanten.
Als in der zweiten Hälfte des 18. Jahrhunderts der Bergbau immer weiter zurückging, setzte ein Strukturwandel in der Wirtschaft ein. Zwischen 1770 und 1800 wurde die Baumwollweberei in Graslitz eingeführt. 1808 wurde im heutigen Ortsteil Grünberg (tschechisch: Zelená Hora) die erste mechanische Baumwollspinnerei errichtet. Sie diente der Versorgung der zahlreichen Hausweber von Graslitz und Umgebung mit Baumwollgarn. Im Laufe des 19. Jahrhunderts folgten weitere mechanische Textilbetriebe, Leinen- und Baumwollwebereien sowie 1881 auch ein Unternehmen der Stickerei- und Spitzenindustrie, das unter Josef Meindl (1841–1899), seinem Vater, dem Gründer einer Weißwarenfabrik, und seinem Schwiegervater unter dem Namen Fuchs, Meindl und Horn eine der bedeutendsten Maschinenstickereien der Monarchie Österreich-Ungarn war.
Gleichzeitig entwickelte sich die Herstellung von Musikinstrumenten. Vor allem die Blechblas- und Holzblasinstrumentenindustrie bestimmte ab 1850 das wirtschaftliche Gesicht der Stadt. Aber auch Mundharmonikas von Koestler und andere Musikinstrumente aller Art wurden hergestellt.
1873 wurde die Musikfachschule für den Bau von Musikinstrumenten gegründet. Die offizielle Bezeichnung der Schule lautete „Fachschule für Musikunterricht und Musikinstrumentenbauer“, später „K.k. Fachschule für Musik-Instrumenten-Erzeugung“. 1903 wurde ein Neubau an der Korbwiese bezogen. Nach dem Zweiten Weltkrieg wurde der Schulbetrieb 1955 wieder aufgenommen und 2009 aufgrund mangelnder Bewerber eingestellt. Im zweiten Stock des Gebäudes befand sich die Musikinstrumentensammlung, die unter anderem einen Satz von Adolphe Sax produzierten Saxophonen sowie die von Bohland & Fuchs 1911 gebaute und auf der Weltausstellung 1913 in New York präsentierte Subkontrabass-Tuba enthielt. Das Instrument wurde später in den Räumen von Amati-Denak gezeigt. Nach der Insolvenz des Unternehmens im Jahr 2020 retteten Mitarbeiter des Unternehmens die Sammlung vor dem Verkauf. 2023 entschied ein Gericht, dass die Sammlung nicht Staatseigentum ist, sondern zur Firma Amati Kraslice gehört.
1899 wurde der stillgelegte Bergbau von Klingenthal in Sachsen aus durch die sächsische Gewerkschaft Klingenthal-Graslitzer Kupferbergbau wieder aufgenommen und danach grenzüberschreitend ausgebaut.

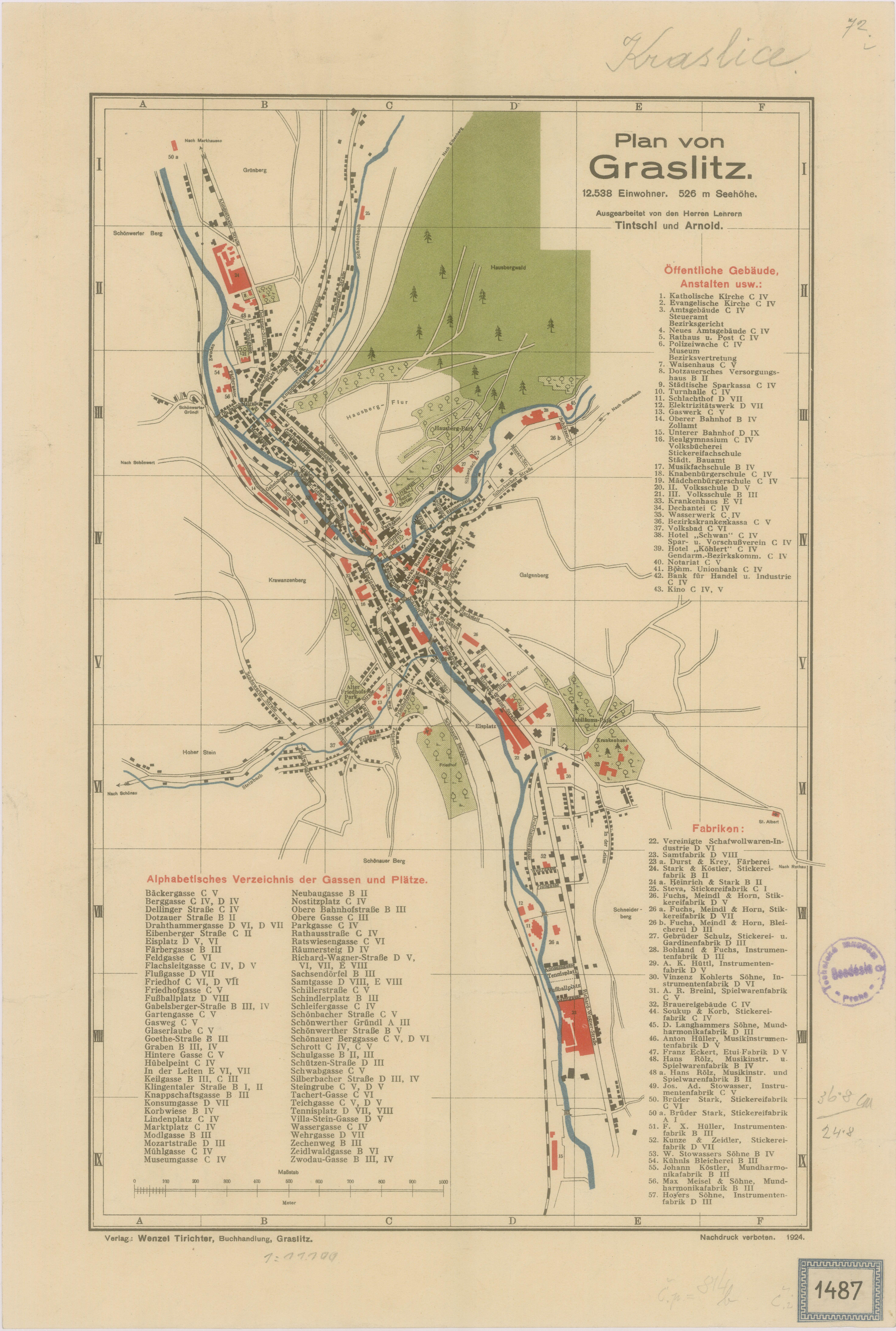
Stadtplan von 1924 (Kernstadt)

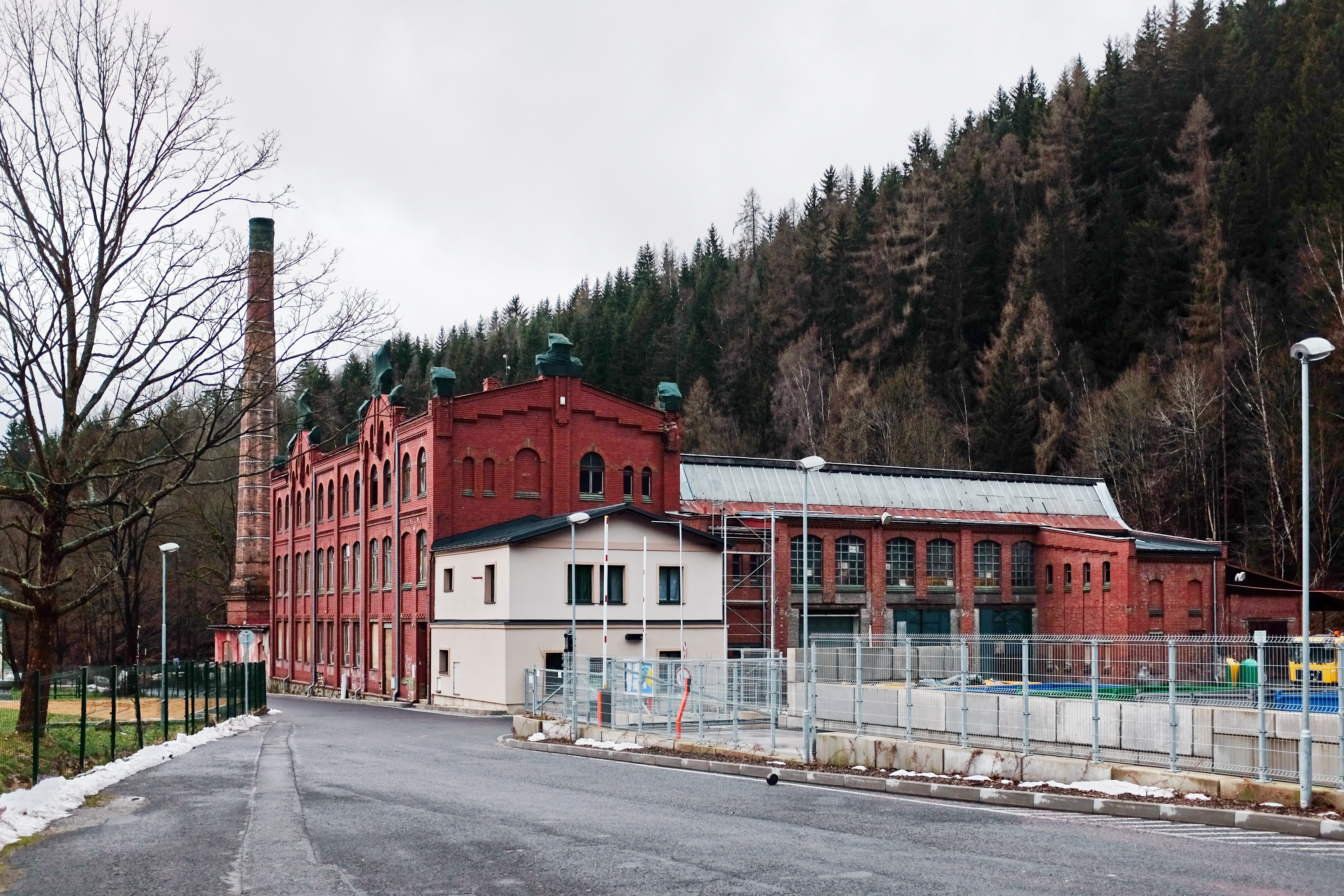
1907 errichtete Fabrik der Metallblasinstrumenten-Firma Bohland & Fuchs

In Verbindung mit dem 1876 erfolgten Anschluss an das Eisenbahnnetz mit Sokolov brachten die beiden wirtschaftlichen Standbeine Musikinstrumenten- und Textilindustrie dem Ort bis zum Beginn des Ersten Weltkrieges einen starken wirtschaftlichen Aufschwung. Am Anfang des 20. Jahrhunderts gab es in Graslitz 86 mittlere und kleinere Textilbetriebe sowie 11 Musikinstrumentenfabriken. Außerdem existierten 40 selbstständige Betriebe, die entweder Musikinstrumente oder deren Bestandteile herstellten.
In den Jahren des Ersten Weltkrieges stagnierte der wirtschaftliche Aufschwung. Nach Kriegsende wurde Graslitz, das bisher Österreich-Ungarn angehört hatte, der neu geschaffenen Tschechoslowakischen Republik zugeschlagen. In den ersten Nachkriegsjahren verbesserte sich zunächst die Konjunktur. Eine Wirtschaftskrise 1922 und die Weltwirtschaftskrise am Anfang der dreißiger Jahre führten zu hohen Arbeitslosenzahlen und erheblichen Schwierigkeiten vor allem für die in Graslitz ansässigen exportabhängigen Industriezweige.

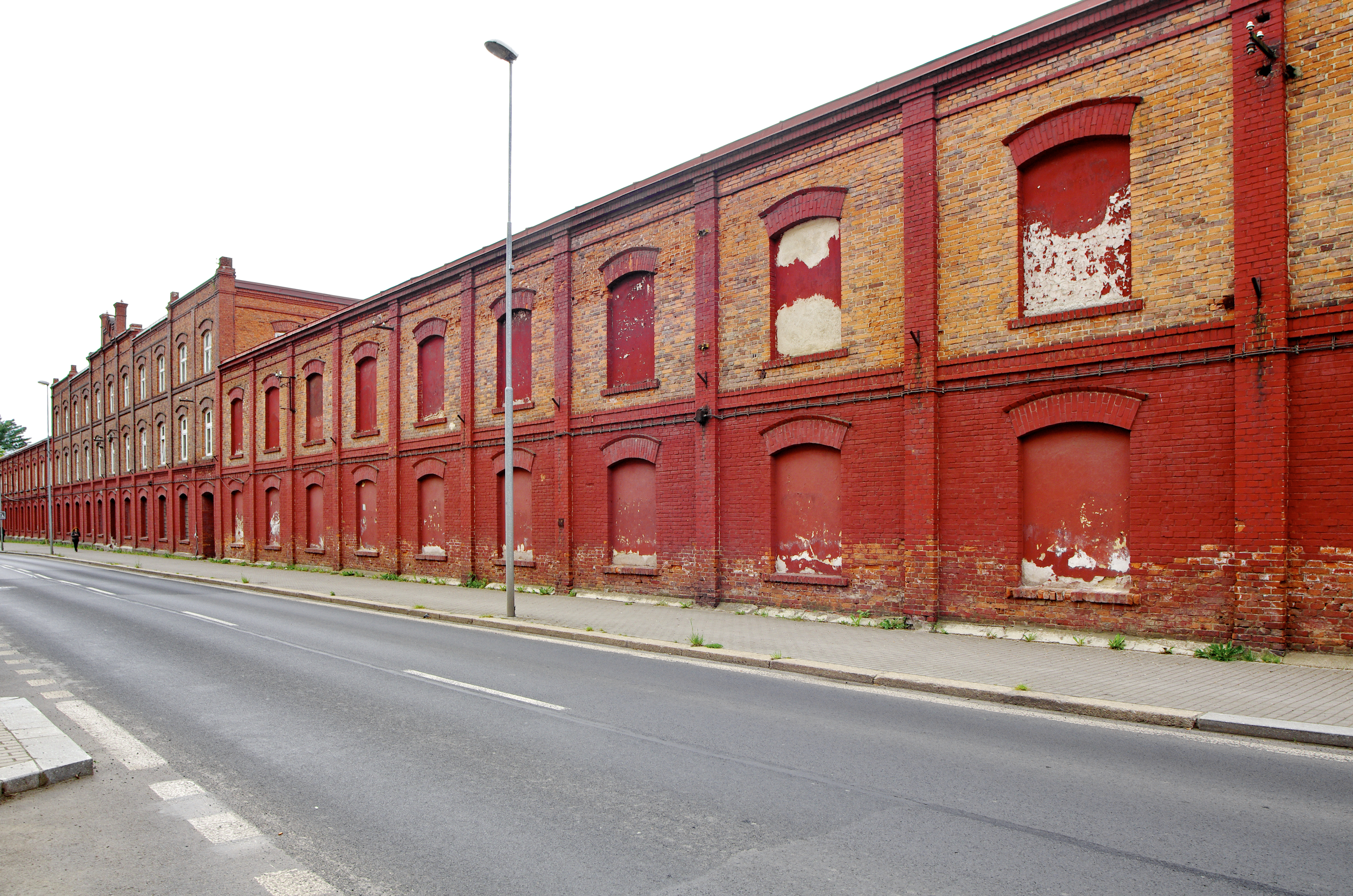
Gebäude des Frauenlagers Graslitz

Aufgrund des Münchner Abkommens wurde Graslitz 1938 in das Deutsche Reich eingegliedert und gehörte bis 1945 zum Landkreis Graslitz, Regierungsbezirk Eger, im Reichsgau Sudetenland.
Vom 7. August 1944 bis 15. April 1945 existierte im Ort ein Frauen-Außenlager des KZ Flossenbürg, dessen 877 Häftlinge Zwangsarbeit für das Luftfahrtgerätewerk Hakenfelde GmbH (LGW), ein Tochterunternehmen des Siemens-Konzerns, verrichten mussten.
Vertreibung
Nach dem Zweiten Weltkrieg wurde die deutschsprachige Bevölkerung aus Graslitz vertrieben. Ihr Vermögen wurde unter Berufung auf das Beneš-Dekret 108 konfisziert, das Vermögen der evangelischen Kirche durch das Beneš-Dekret 131 liquidiert und die katholischen Kirchen in der Tschechoslowakei enteignet. Dadurch ging die Bevölkerungszahl drastisch zurück. Die Musikinstrumentenbaubetriebe wurden konfisziert und unter dem Dach des staatlichen Unternehmens Amati zusammengefasst. Um tschechische Fachkräfte anzulernen, wurde einem Teil der deutschsprachigen Mitarbeiter die Aussiedlung verweigert. In einem Programm wurden junge Tschechen und Slowaken in Lehrlingsheimen untergebracht und in Lehrwerkstätten geschult.
Im Jahr 1960 verlor Kraslice den Status als Bezirksstadt (okresní město), als der bis dahin existierende Bezirk Kraslice in den benachbarten Bezirken Cheb und Sokolov aufging.
Burg Graslitz
Zum Schutz des Erfurter Weges wurde in der zweiten Hälfte des 13. Jahrhunderts auf dem 715 m hohen Hausberg (Hradiště) östlich über dem Fluss Zwodau eine Burg erbaut, die Schloss Greselin oder Neues Haus (danach der Hausberg) genannt wurde. In der Mitte des 14. Jahrhunderts waren Burg und Ort im Besitz der Vögte von Plauen, während deren Herrschaft man begann, in der Umgebung nach Kupfer, Silber und Blei zu schürfen. 1370 wurde daher Graslitz von Karl IV. zu einer Königsstadt erhoben. 1437 erwarb Kaspar Schlick Herrschaft, Stadt und (mutmaßlich) Burg Graslitz. 1541 wurde Graslitz wegen bedeutender Kupferfunde zur Freien Bergstadt erhoben. Seit 1577 gehörte Graslitz (mit der Burg?) Georg von Schönburg-Glauchau.
Von der Burg auf dem Schlossberg zeugen heute keinerlei sichtbare Überreste, Wallanlagen oder Gräben. Dennoch wurden bei Bauarbeiten im 19. Jahrhundert Funde aus dem Mittelalter gemacht.

## Bevölkerung
Bis 1945 war Graslitz überwiegend von Deutschböhmen besiedelt, die vertrieben wurden.
Bevölkerungsentwicklung bis 1945
| Jahr | Einwohner | Anmerkungen                                                                       |
| ---- | --------- | --------------------------------------------------------------------------------- |
| 1785 | 0 k. A.   | 433 Häuser                                                                        |
| 1821 | 04.090    |                                                                                   |
| 1830 | 04.727    | in 624 Häusern                                                                    |
| 1847 | 05.590    | in 638 Häusern                                                                    |
| 1869 | 06.335    |                                                                                   |
| 1877 | 07.850    |                                                                                   |
| 1900 | 11.802    | deutsche Einwohner                                                                |
| 1908 | 12.538    |                                                                                   |
| 1910 | 13.857    |                                                                                   |
| 1921 | 12.526    | davon 12.249 (98 %) Deutsche                                                      |
| 1930 | 13.936    | davon 235 (2 %) Tschechen                                                         |
| 1939 | 12.597    | darunter 569 Evangelische, 11.654 Katholiken, zehn sonstige Christen und ein Jude |

Bevölkerungsentwicklung nach Ende des Zweiten Weltkriegs
(Stand: 31.12. des jeweiligen Jahres)
| Jahr | Einwohner |
| ---- | --------- |
| 1947 | 6.299     |
| 1971 | 6.937     |
| 1980 | 7.689     |
| 1990 | 7.771     |

| Jahr | Einwohner |
| ---- | --------- |
| 2000 | 7.323     |
| 2010 | 7.053     |
| 2020 | 6.705     |
| 2022 | 6.614     |

Die Angaben in den beiden obigen Tabellen beziehen sich auf den jeweiligen Gebietsstand.

## Städtepartnerschaft
- Klingenthal im Vogtlandkreis

## Kultur und Sehenswürdigkeiten

### Museen
- Eisenbahnmuseum (Muzeum Kraslické dráhy)⊙

### Bauwerke
- Neuromanische Dekanalkirche des Fronleichnams. Sie steht seit 1896 im Stadtzentrum, am Ort des ehemaligen mittelalterlichen Vorgängerbaus.
- Barockstatuen: Heilige Maria und Johannes von Nepomuk

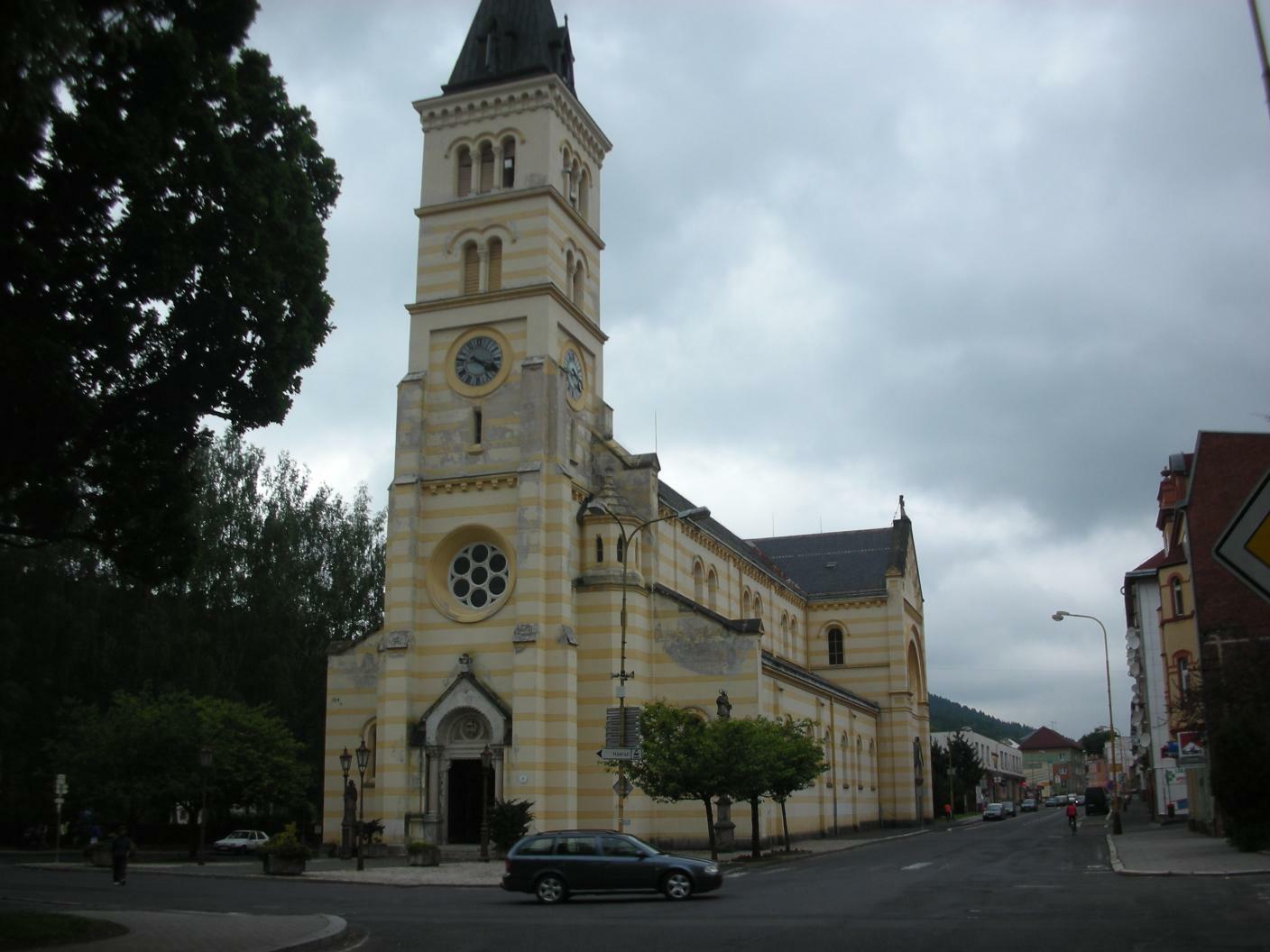
Fronleichnamskirche im Zentrum
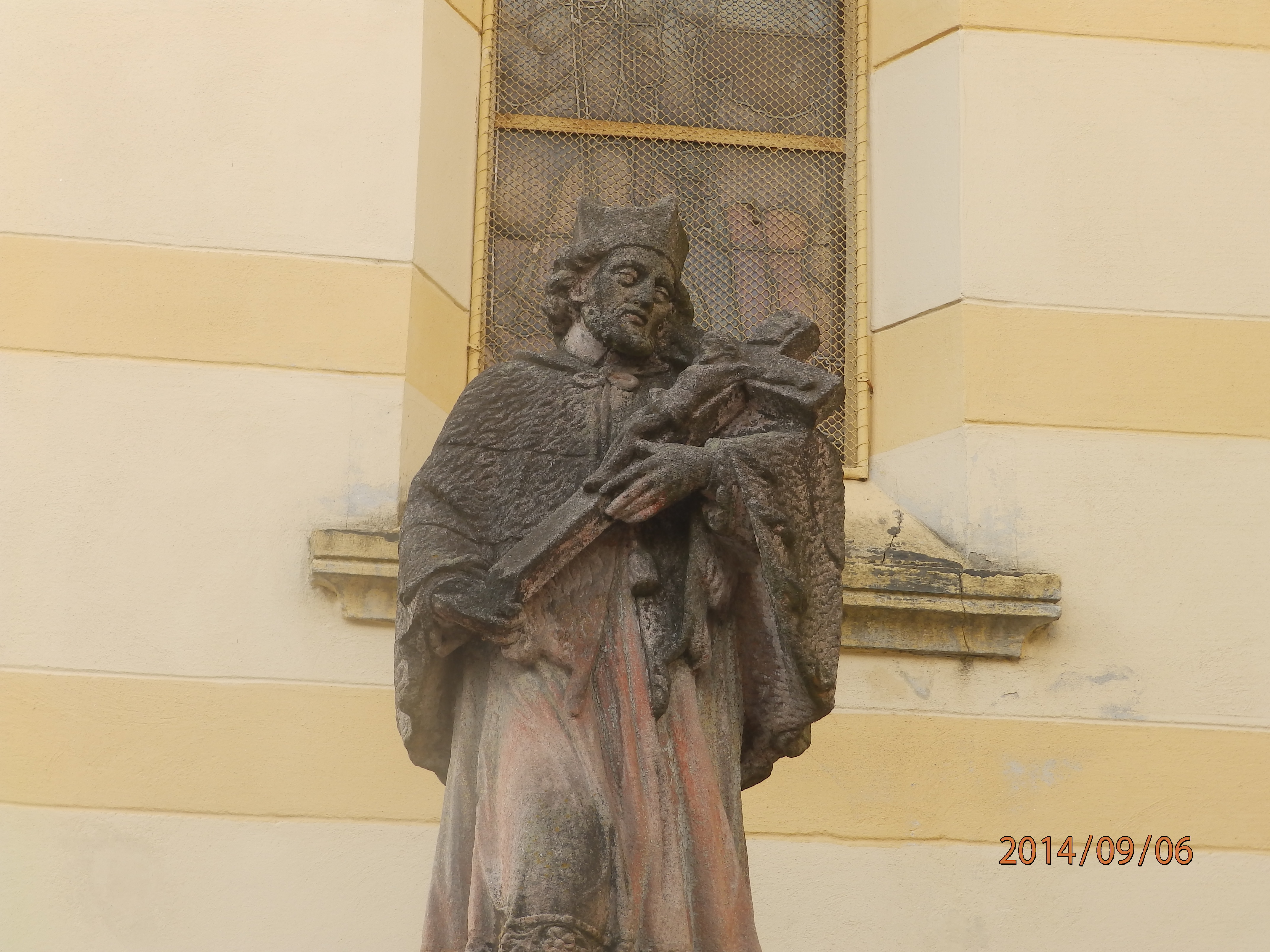
Barockstatue Johannes Nepomuk
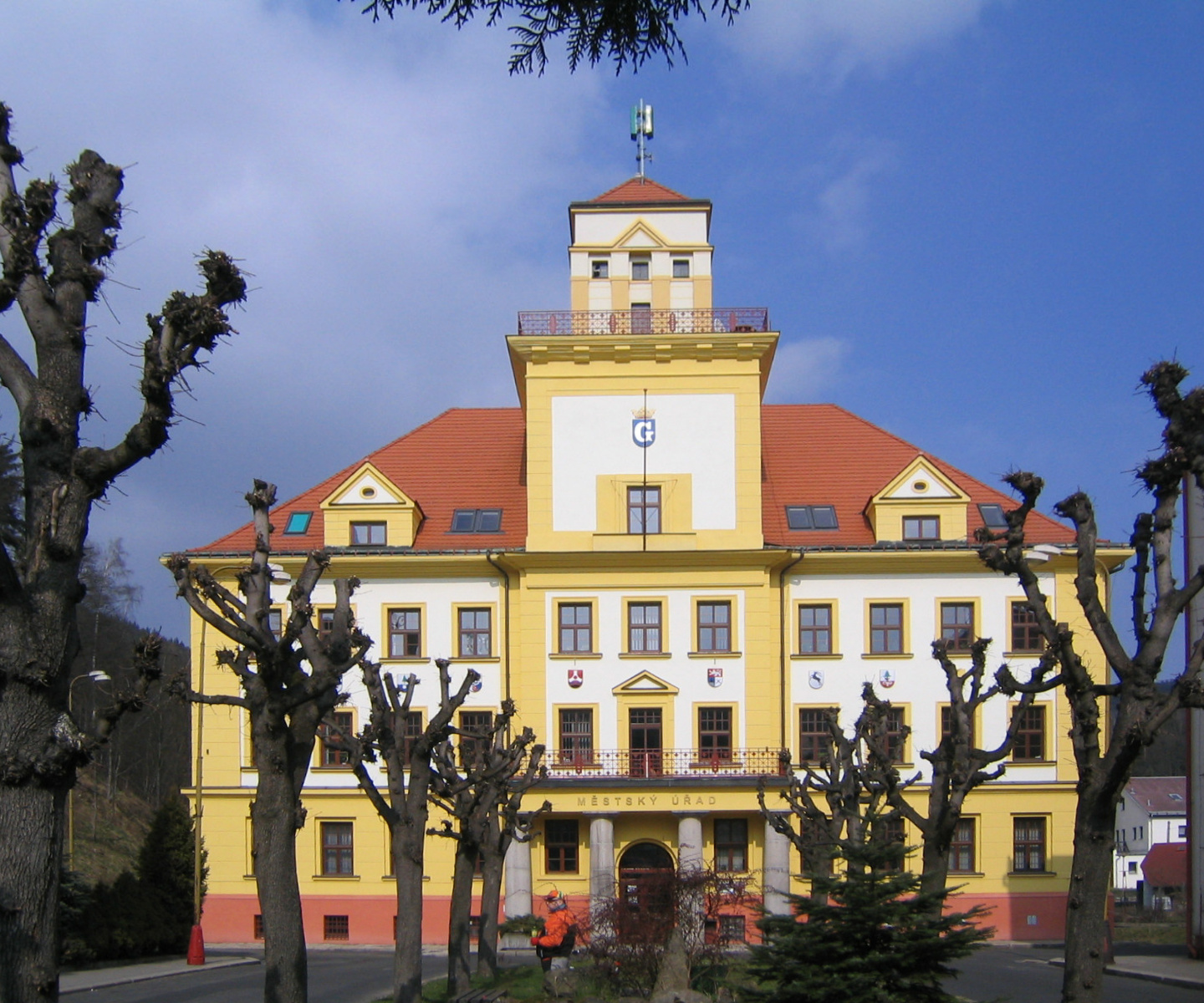
Rathaus im Zentrum
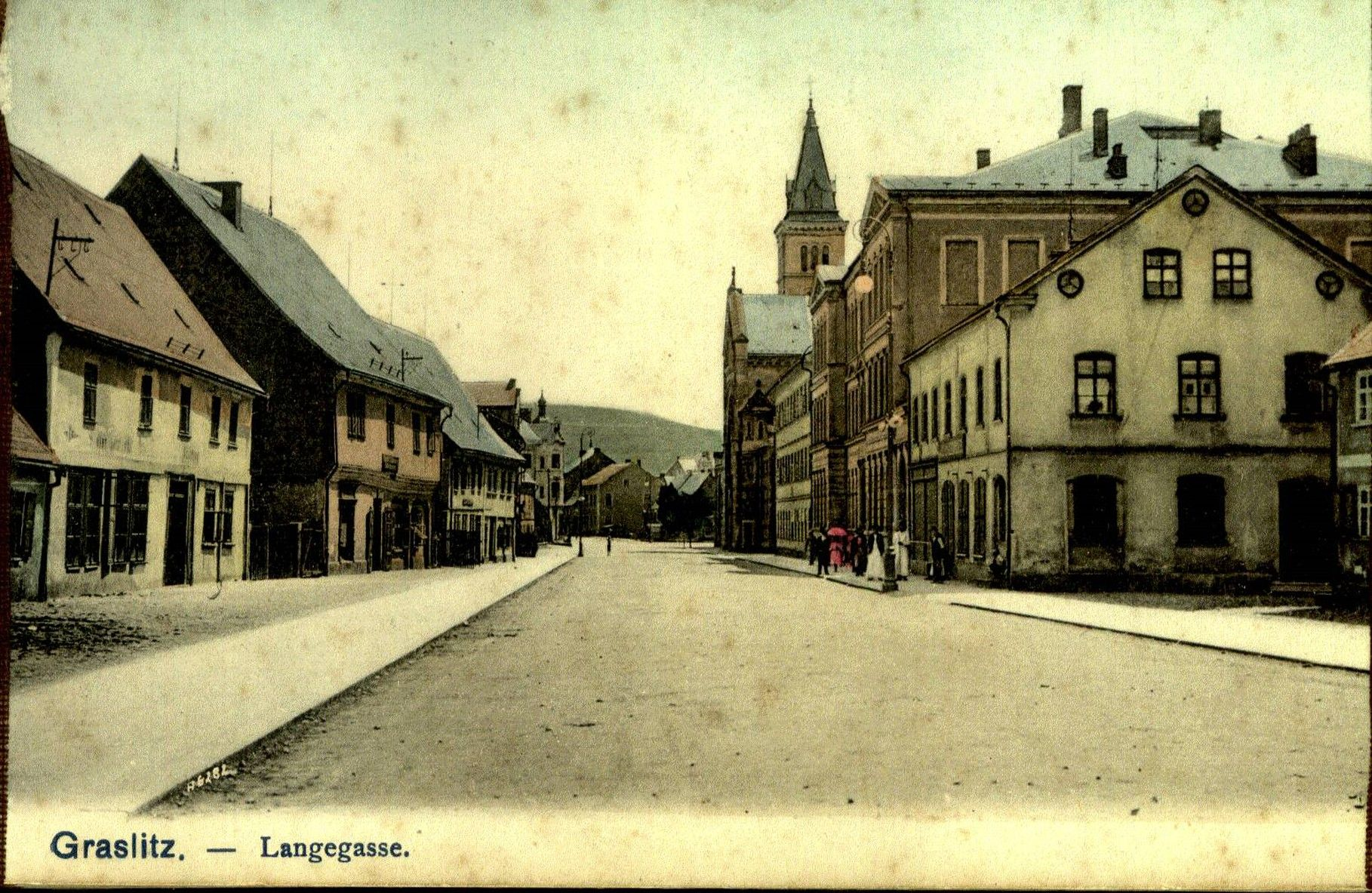
Lange Gasse, vormals Goethestraße, heute: ul. Pohraniční stráže
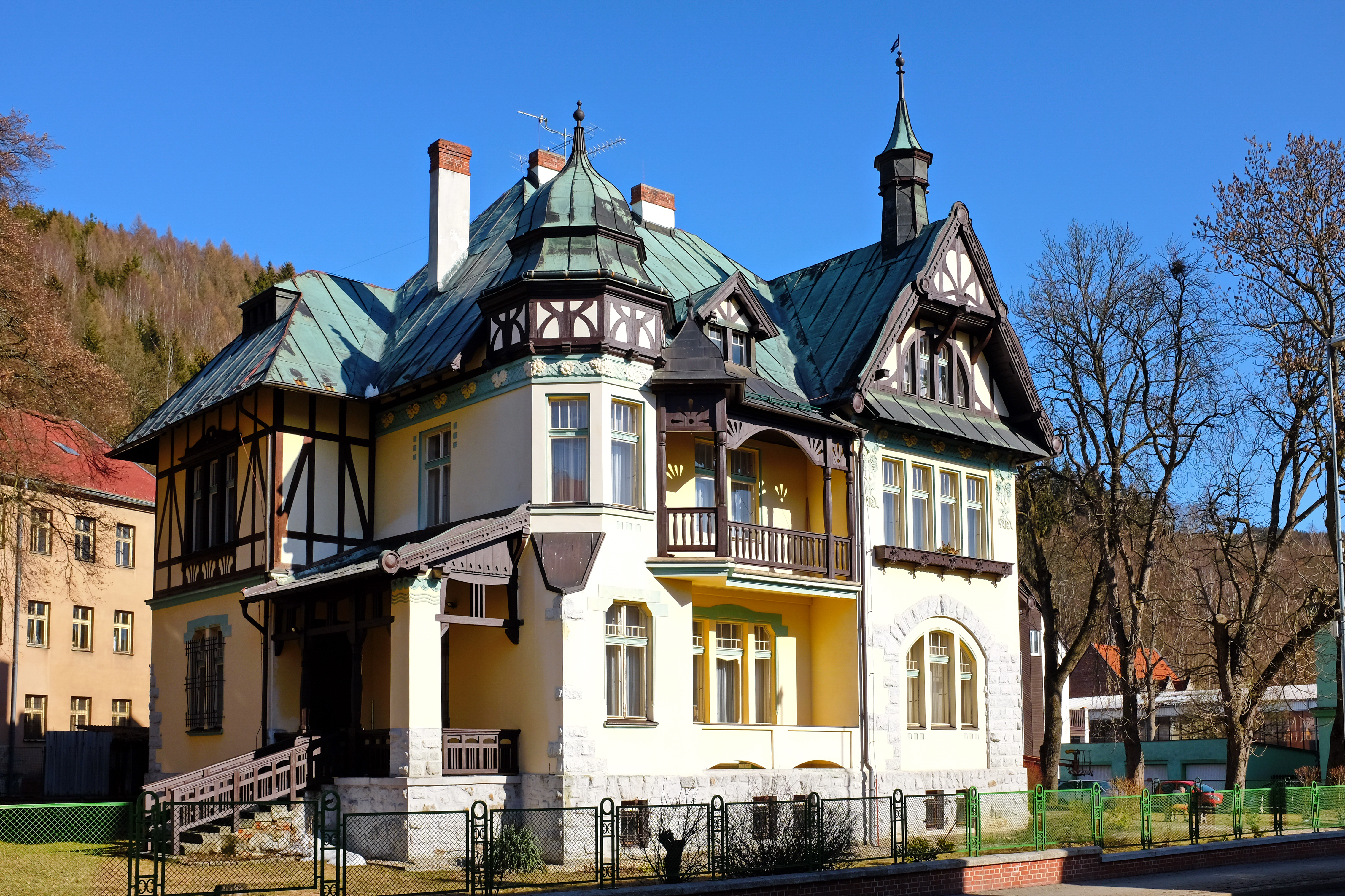
Villa Fuchs (erbaut 1904), heute Sitz der Stadtbibliothek
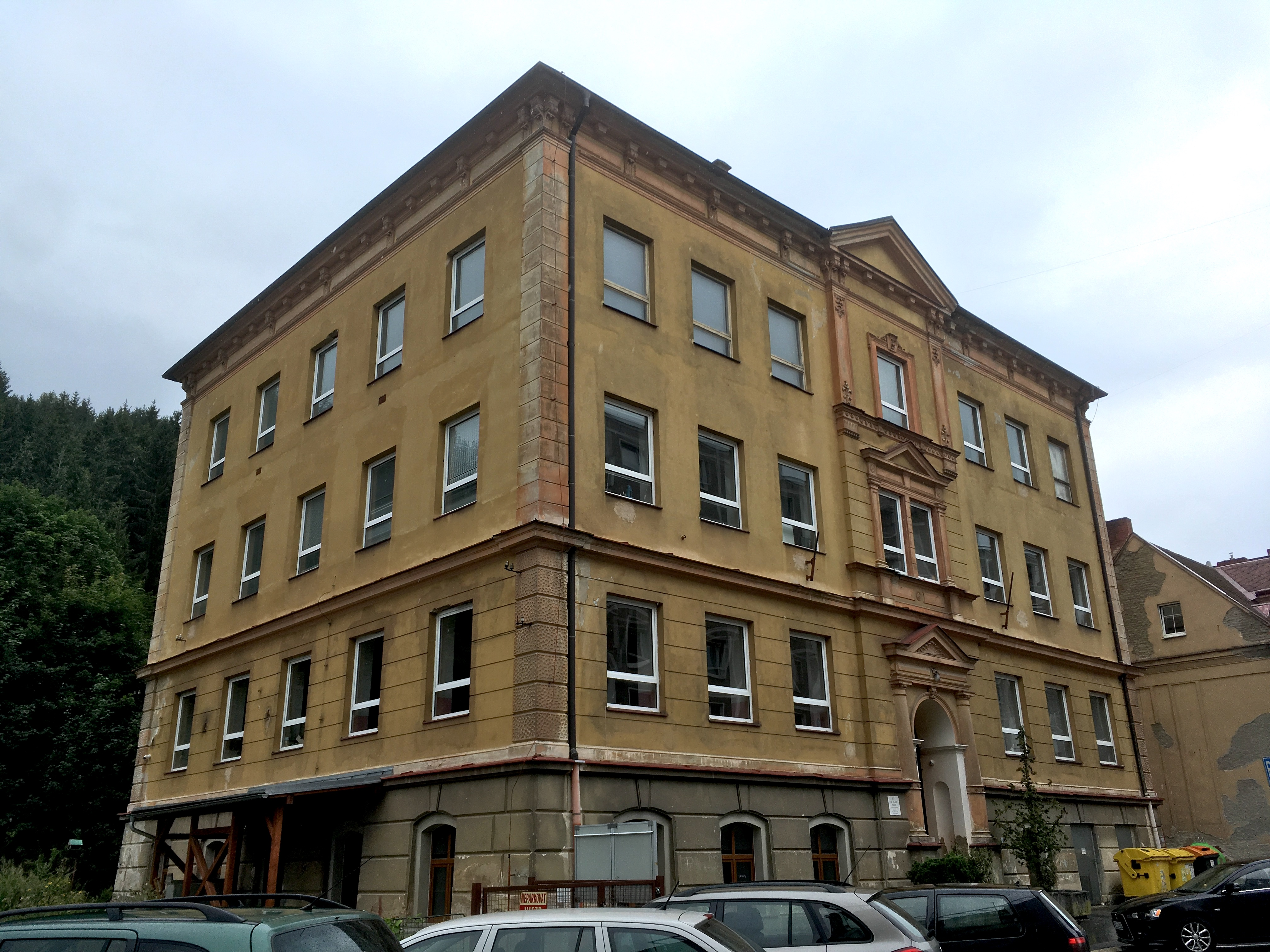
ehem. Musikfachschule Graslitz, Pohraniční stráže 67

### Ehemalige Musikinstrumenten-Fabriken

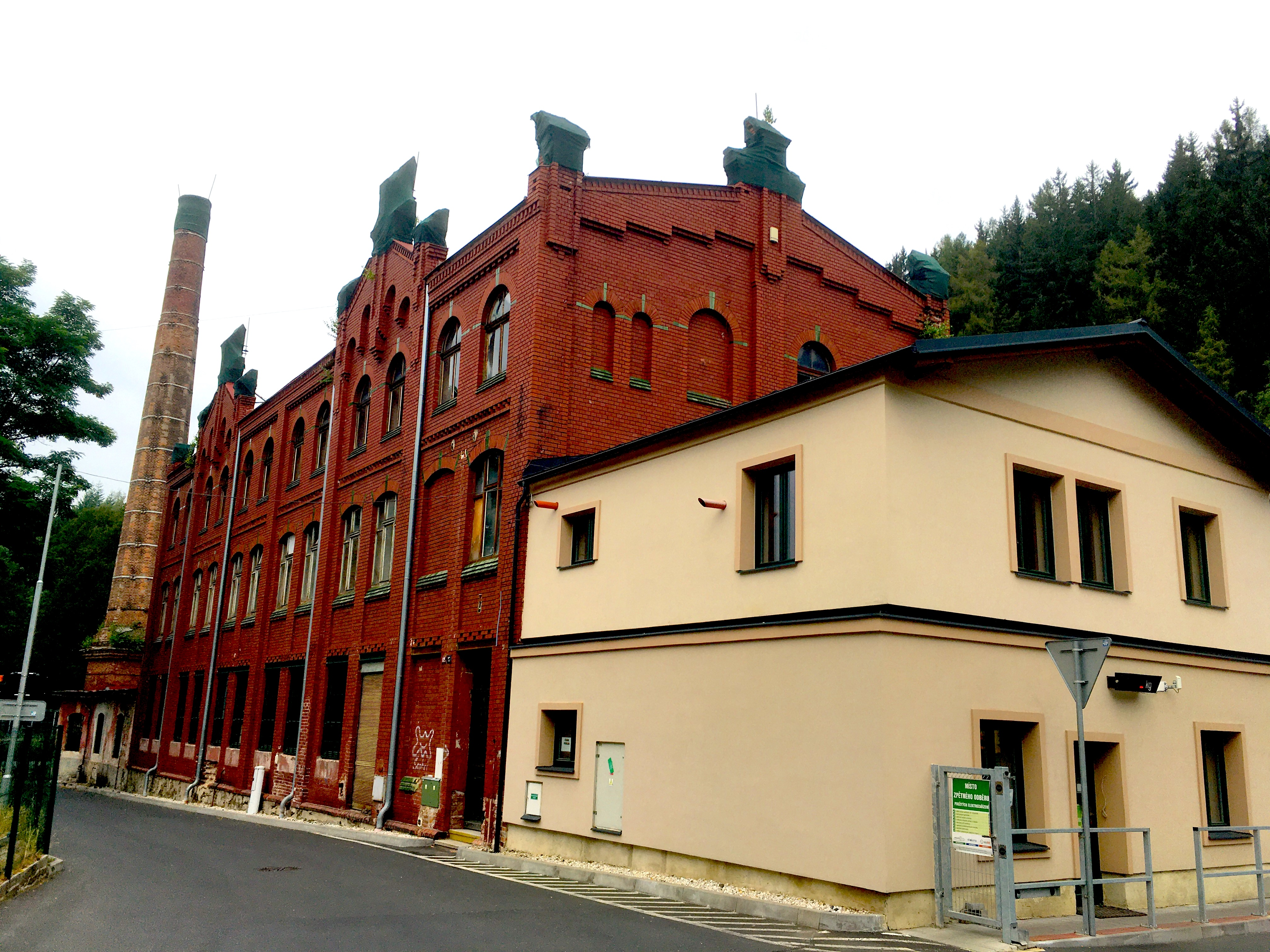
Bohland & Fuchs, erbaut 1907, Lipová cesta 625/19
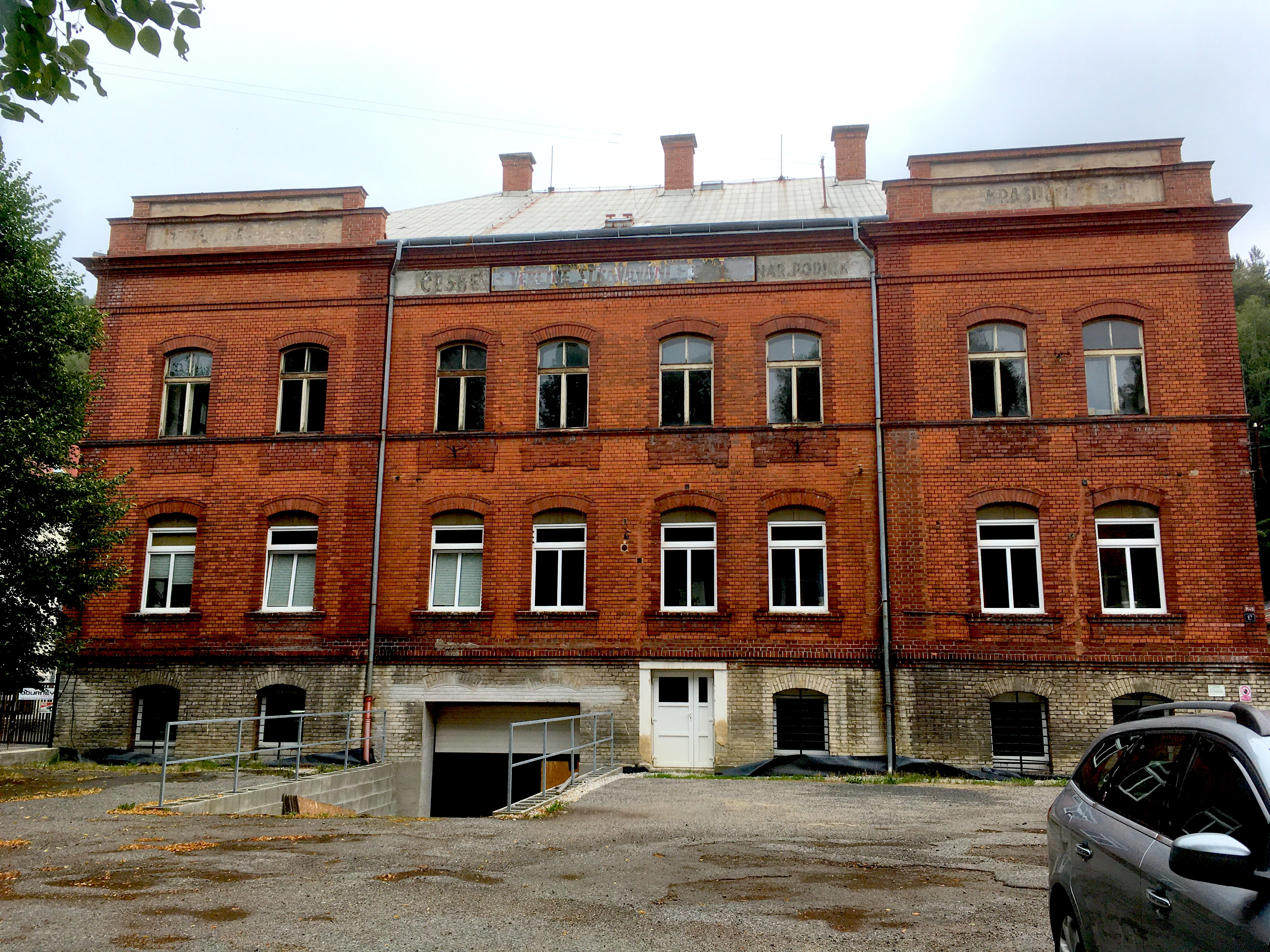
A.K. Hüttl, Dukelská 1149
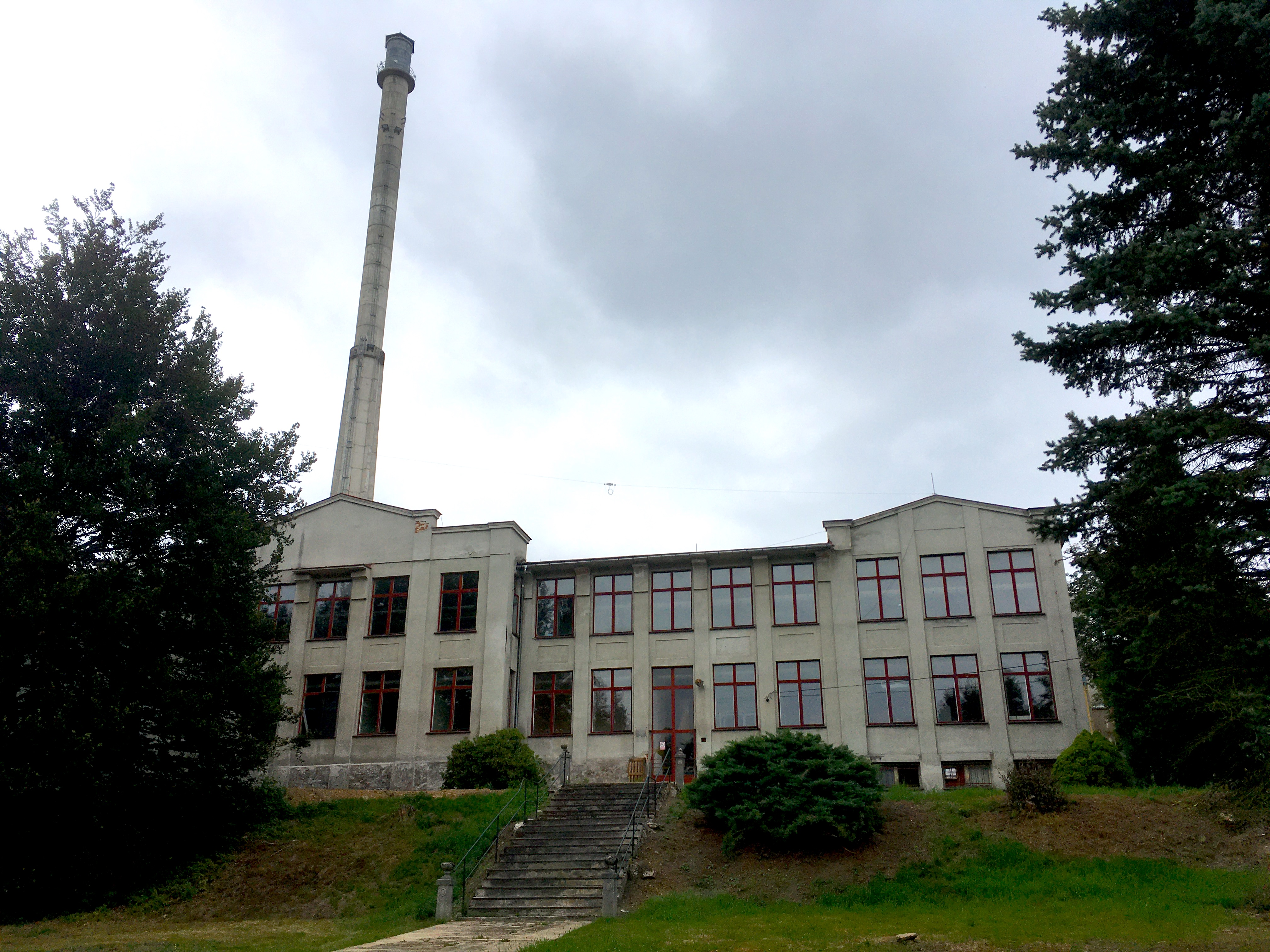
V. Kohlerts Söhne, Čs. armády 1360
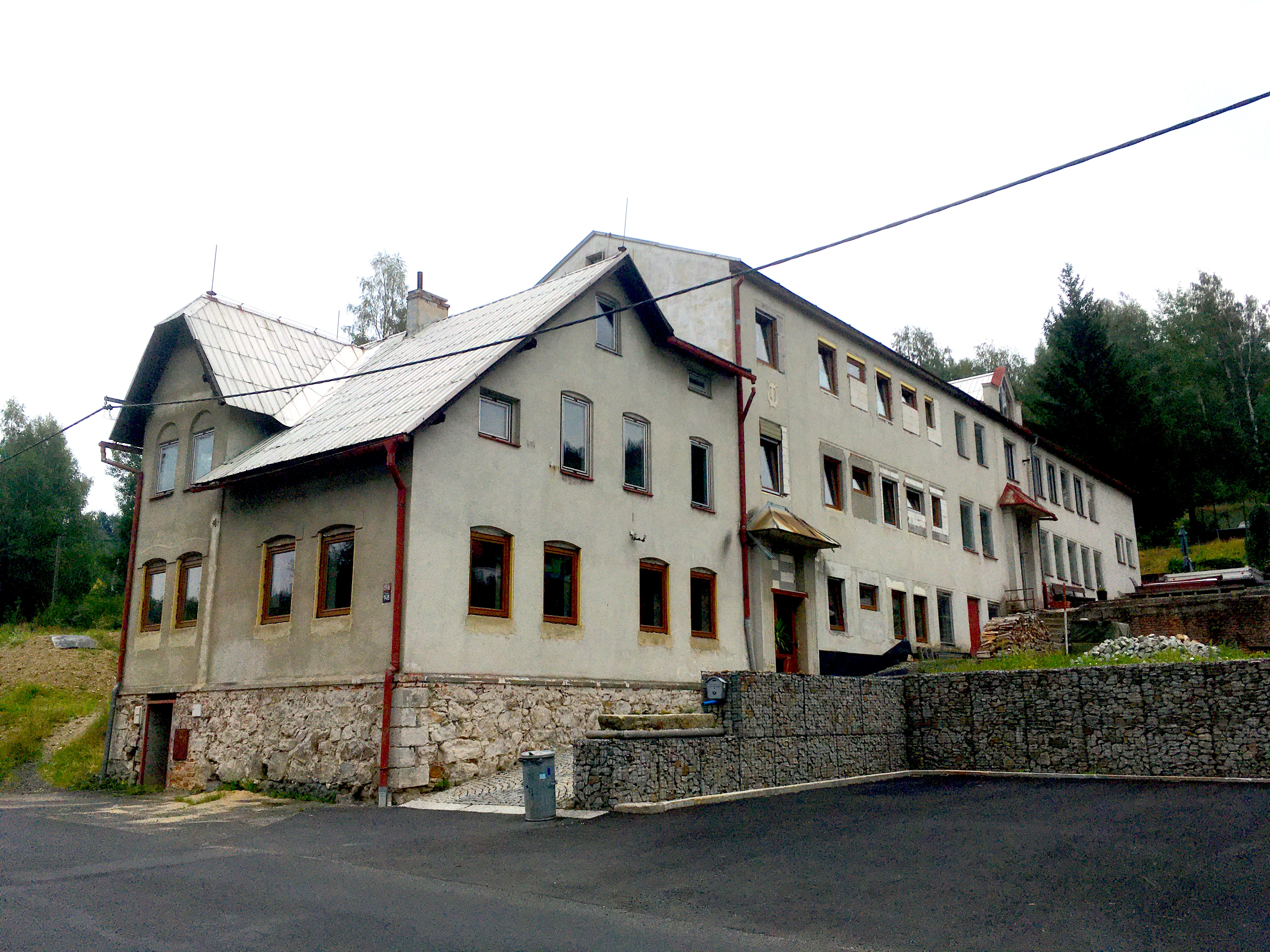
Julius Keilwerth, erbaut 1930, Havlíčkova 1348
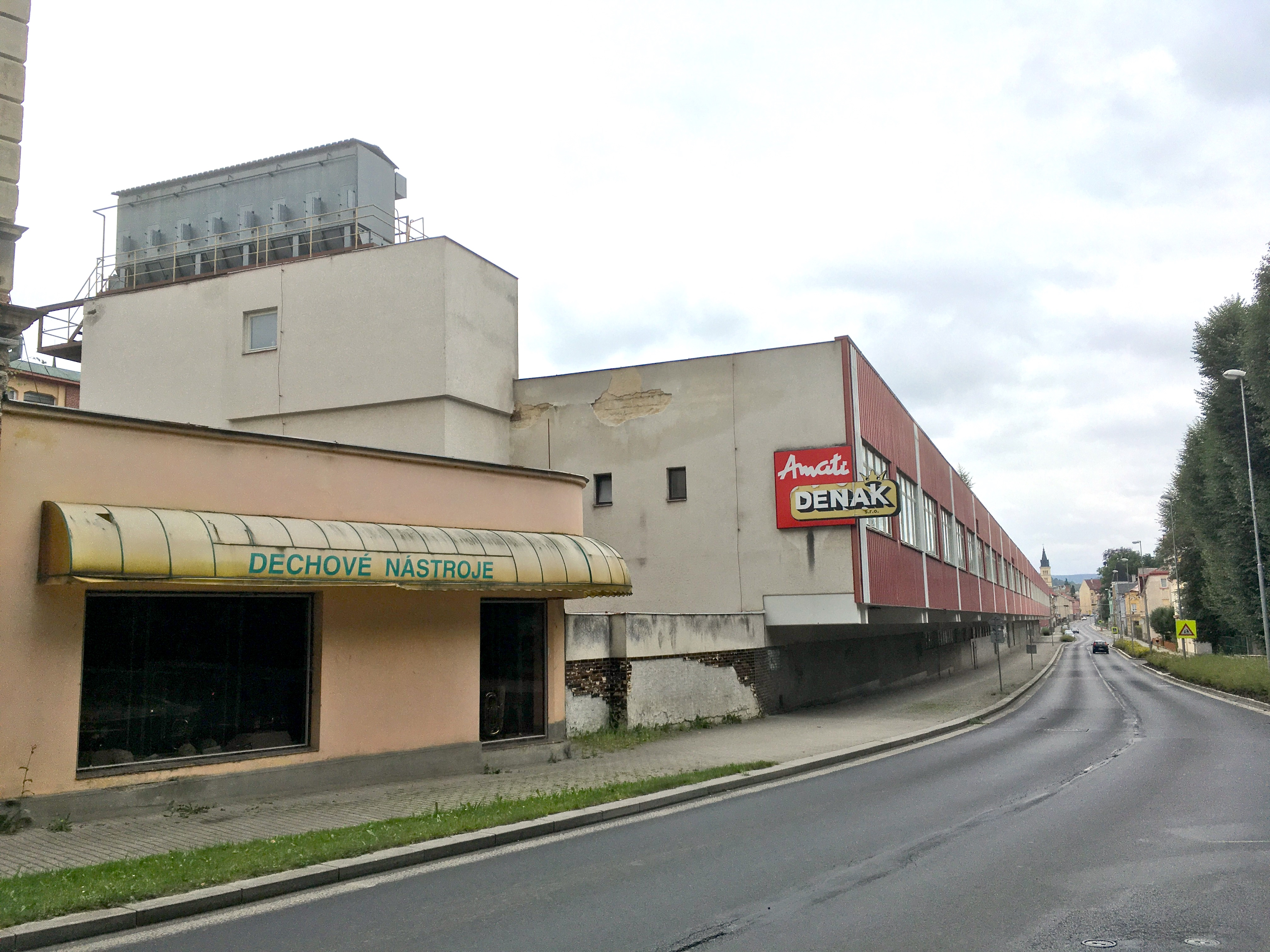
Fabrik von Amati-Denak, Dukelská 44

### Grünflächen und Naherholung
- Biotope der Berglandschaft am Přebuzer Berg mit vielen wertvollen Pflanzen- und Tierarten
- Vysoký kámen (Hoher Stein) bei den Ortsteilen Kámen und Kostelní

## Wirtschaft und Infrastruktur

### Wirtschaft
Größter Arbeitgeber in Kraslice war lange Zeit der Musikinstrumentenhersteller Amati. Die Firma wurde nach der Beschlagnahmung der deutschen Betriebe 1945 als Genossenschaft gegründet und 1948 verstaatlicht. Bei der Privatisierung im Jahr 1993 gab man dem Firmennamen den Zusatz Denak (Dechové nástroje Kraslice, übersetzt: Blasinstrumente Kraslice). Die Gesellschaft hat ihren Sitz in Kraslice und stellt vor allem Holz- und Blechblasinstrumente her (Saxofone, Klarinetten, Flöten und Fagotte, Trompeten, Hörner, Posaunen und Tuben). Ein Zweigbetrieb befand sich bis 2020 in Hradec Králové. Insgesamt waren Ende der 2010er Jahre 500 Mitarbeiter beim Unternehmen beschäftigt, das sich zu den drei größten Musikinstrumentenherstellern in Europa zählt. 2020 meldete es Insolvenz an. Während das Unternehmen in den 1980er-Jahren etwa 1800 Beschäftigte zählte, waren es Anfang 2023 nur noch 85 in Kraslice.

### Verkehr
Kraslice besitzt einen Bahnhof an der grenzüberschreitenden Bahnstrecke Sokolov–Klingenthal. Direkte Zugverbindungen bestehen mit den Zügen der GW Train Regio nach Sokolov bzw. Karlovy Vary (Karlsbad) und mit der Vogtlandbahn nach Zwickau.
Im Tal der Svatava verläuft die II/210 (Bezirksstraße 2. Klasse) aus Richtung Sokolov kommend durch Kraslice bis zum für KFZ bis 3,5 t und Busse freigegebenen Grenzübergang nach Klingenthal. Im Stadtgebiet wird sie von der II/218 gekreuzt, die von Luby kommt und über Stříbrná nach Nejdek führt.

## Persönlichkeiten

### Söhne und Töchter der Stadt
- Matthäus Wieser (1617–1678), Lyriker
- Christoph Carl von Boxberg (1629–1699), Bergrat und Berghauptmann im Neustädtischen und im Vogtländischen Kreis
- Andreas Süße (1642–1705), königlich-polnischer und kurfürstlich-sächsischer Oberbergmeister
- Johann David von Starck (1770–1841), Großindustrieller
- Franz Meinl (1807–1888), Orgelbauer
- Johann Anton von Starck (1808–1883), Großindustrieller und Parlamentarier
- Franz Keil (1822–1876), Kartograf und Alpinist
- Julius Meinl I. (1824–1914), Gründer des Lebensmittelkonzerns Julius Meinl AG
- Rudolf Dellinger (1857–1910), Komponist und Kapellmeister
- Wenzel Stark (1870–1928), deutscher Textilarbeiter und Politiker
- Franz Hüller (1885–1967), deutscher Germanist
- Franz Gruss (1891–1979), Maler
- Ernst Zuhr (1894–1948), tschechoslowakisch-deutscher Pflanzenzüchter, Agrarwissenschaftler und Hochschullehrer
- Ernst Leibl (1896–1982), Journalist und Schriftsteller
- Anton Sandner (1906–1942), sudetendeutscher Politiker
- Josef Moder (1909–1986), Pädagoge, Schriftsteller
- Josef Hubatschek (1910–2004), Architekt und Vertriebenenfunktionär
- Rudolf Wölfl (1911–2003), Philologe, Pädagoge, Professor in Fulda
- Karl Richard Richter (1912–1941), Spion in England
- Franz Höller (1912–1972), Schriftsteller und Journalist
- Roman Schimmer (1912–1987), Violinist
- Ernst Brandner (1921–2015), Musiker und Komponist, geboren in Eibenberg
- Gertrud Steinl (1922–2020), Gerechte unter den Völkern in Deutschland
- Heinz Schmidkunz (1929–2012), Chemiedidaktiker
- Gerd Starke (1930–2019), Klarinettist und Hochschullehrer
- Helmut Baier (1932–1997), Orchesterleiter
- Reinhard Kühnl (1936–2014), Politikwissenschaftler, geboren in Schönwerth
- Roland Leistner-Mayer (* 1945), Komponist
- Roman Krämer (* 1970), deutsch-slowakischer Basketballspieler
- Eliška Staňková (* 1984), Diskuswerferin

### Bedeutende Hersteller von Musikinstrumenten
- Gustav Bohland (1825–1886), Blechblasinstrumentenbauer
- Martin Fuchs (1830–1893), Blechblasinstrumentenbauer
- Franz Xaver Hüller (1856–1936), Holzblasinstrumentenbauer
- Anton Konrad Hüttl (1852–1920), Blechblasinstrumentenbauer
- Johann Baptist Keilwerth (1873–1945), Holzblasinstrumentenbauer
- Julius Keilwerth (1894–1962), Holzblasinstrumentenbauer
- Max Keilwerth (1898–1968), Holzblasinstrumentenbauer
- Richard Keilwerth (1906–1983), Holzblasinstrumentenbauer
- Vinzenz Ferarius Kohlert (1817–1900), Holzblasinstrumentenbauer
- Daniel Kohlert (1863–1937), Holzblasinstrumentenbauer, von 1910 bis 1919 Bürgermeister
- Anton Meinl (1922–2006), Metallblasinstrumentenbauer, Gründer der Firma Wenzel Meinl GmbH
- Vinzenz Püchner (1870–1948), Blechblasinstrumentenbauer

### Personen, die mit der Stadt in Verbindung stehen
- Sebastian Span (1571–1640), Jurist, starb hier
- Balthasar Rösler (1605–1673), Bergmann und Markscheider
- Carl Kriegelstein von Sternfeld (1860–1920), Jurist und Politiker
- Erwein Nostitz-Rieneck (1863–1931), Politiker und Industrieller, Ehrenbürger von Graslitz und Heinrichsgrün